# Sepvigny
 Sepvigny  es una población y comuna francesa, en la región de Lorena, departamento de Mosa, en el distrito de Commercy y cantón de Vaucouleurs.

## Demografía
| 102 | 105 | 94 | 73 | 85 | 81 |
| Para los censos de 1962 a 1999 la población legal corresponde a la población sin duplicidades (Fuente: INSEE [Consultar]) |     |    |    |    |    |